# Стентонсбург (Північна Кароліна)
Стентонсбург (англ. Stantonsburg) — місто (англ. town) в США, в окрузі Вілсон штату Північна Кароліна. Населення — 762 особи (2020).

## Географія
Стентонсбург розташований за координатами 35°36′20″ пн. ш. 77°49′12″ зх. д. / 35.60556° пн. ш. 77.82000° зх. д. (35.605517, -77.819993).  За даними Бюро перепису населення США в 2010 році місто мало площу 1,51 км², уся площа — суходіл.

## Демографія
Згідно з переписом 2010 року, у місті мешкали 784 особи в 336 домогосподарствах у складі 216 родин. Густота населення становила 518 осіб/км².  Було 382 помешкання (252/км²).
Расовий склад населення:
| - 51,8 % — білих - 45,4 % — чорних або афроамериканців - 0,3 % — корінних американців - 0,1 % — азіатів - 1,9 % — осіб інших рас |

До двох чи більше рас належало 0,5 %. Частка іспаномовних становила 5,6 % від усіх жителів.
За віковим діапазоном населення розподілялося таким чином: 21,6 % — особи молодші 18 років, 57,9 % — особи у віці 18—64 років, 20,5 % — особи у віці 65 років та старші. Медіана віку мешканця становила 44,9 року. На 100 осіб жіночої статі у місті припадало 88,0 чоловіків;  на 100 жінок у віці від 18 років та старших — 85,2 чоловіків також старших 18 років.
Середній дохід на одне домашнє господарство  становив 43 702 долари США (медіана — 31 761), а середній дохід на одну сім'ю — 56 385 доларів (медіана — 43 500). Медіана доходів становила 28 750 доларів для чоловіків та 32 206 доларів для жінок. За межею бідності перебувало 24,7 % осіб, у тому числі 26,7 % дітей у віці до 18 років та 31,2 % осіб у віці 65 років та старших.
Цивільне працевлаштоване населення становило 349 осіб. Основні галузі зайнятості: виробництво — 24,6 %, освіта, охорона здоров'я та соціальна допомога — 18,3 %, мистецтво, розваги та відпочинок — 10,6 %, науковці, спеціалісти, менеджери — 9,2 %.